# Diplomatische Vertretungen Ghanas

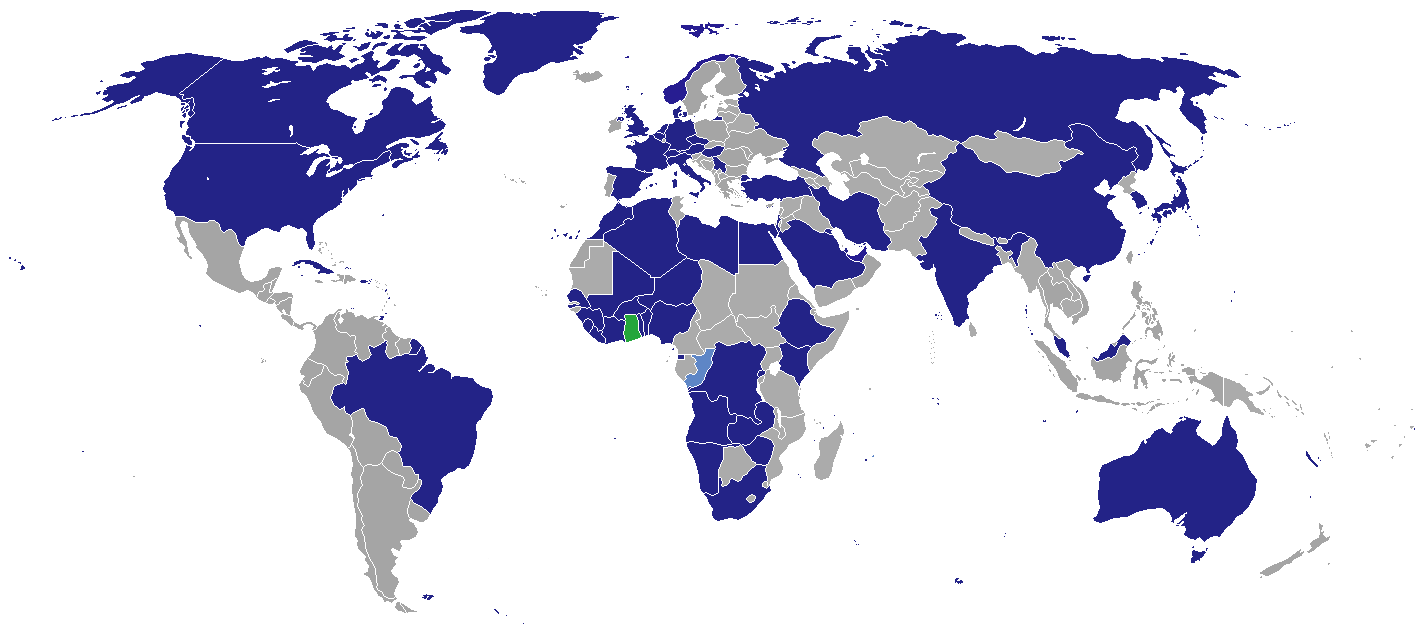
Diplomatische Vertretungen Ghanas

Der westafrikanische Staat Ghana hat diplomatische Vertretungen in weltweit 45 Ländern sowie bei drei internationalen Organisationen. Dabei wird unterschieden zwischen Botschaften und den Sitzen eines Hochkommissars, also des höchsten diplomatischen Vertreters eines Commonwealthlandes in einem anderen Commonwealthland.

## Diplomatische und konsularische Vertretungen

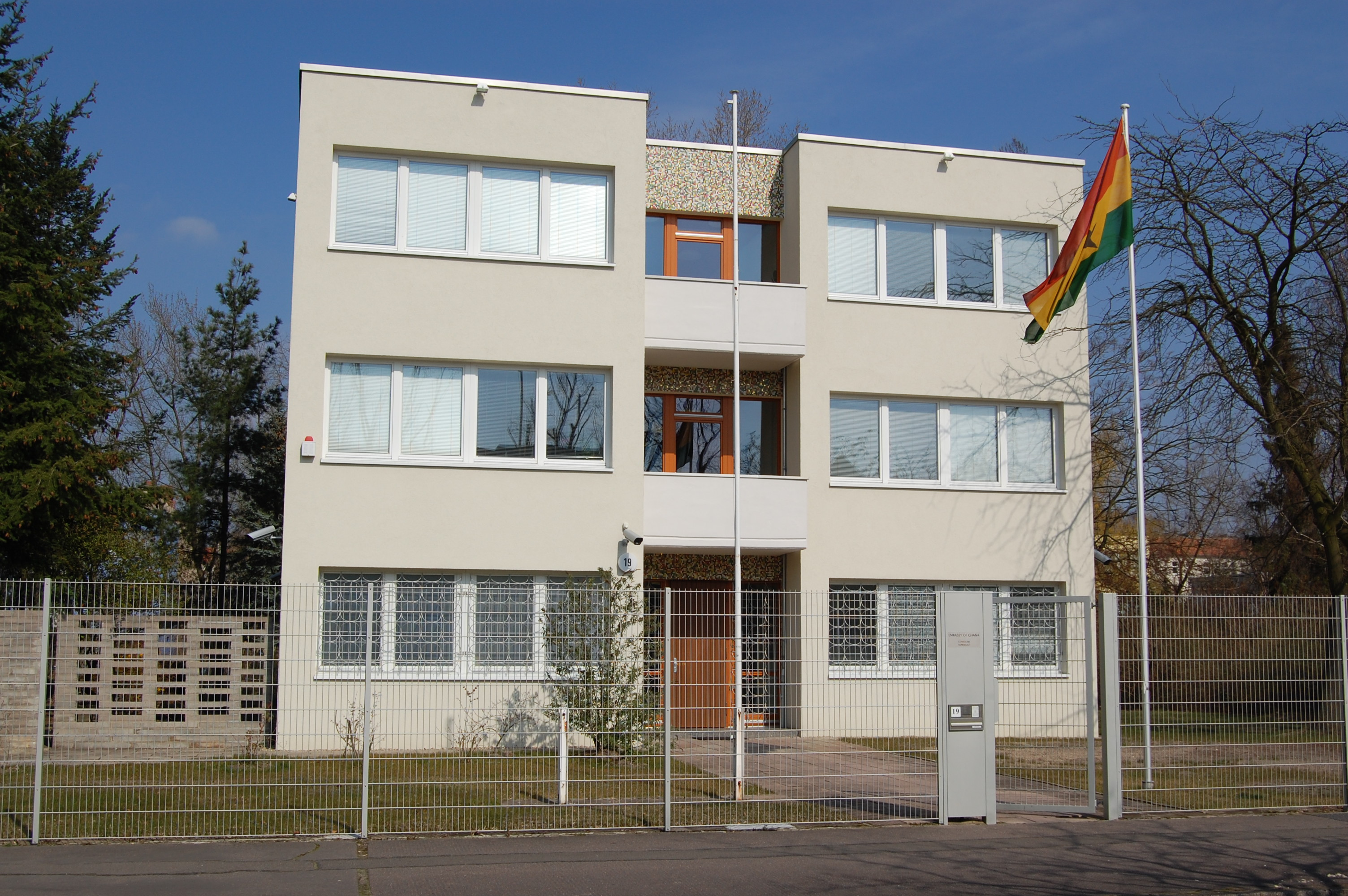
Ghanaische Botschaft in Berlin

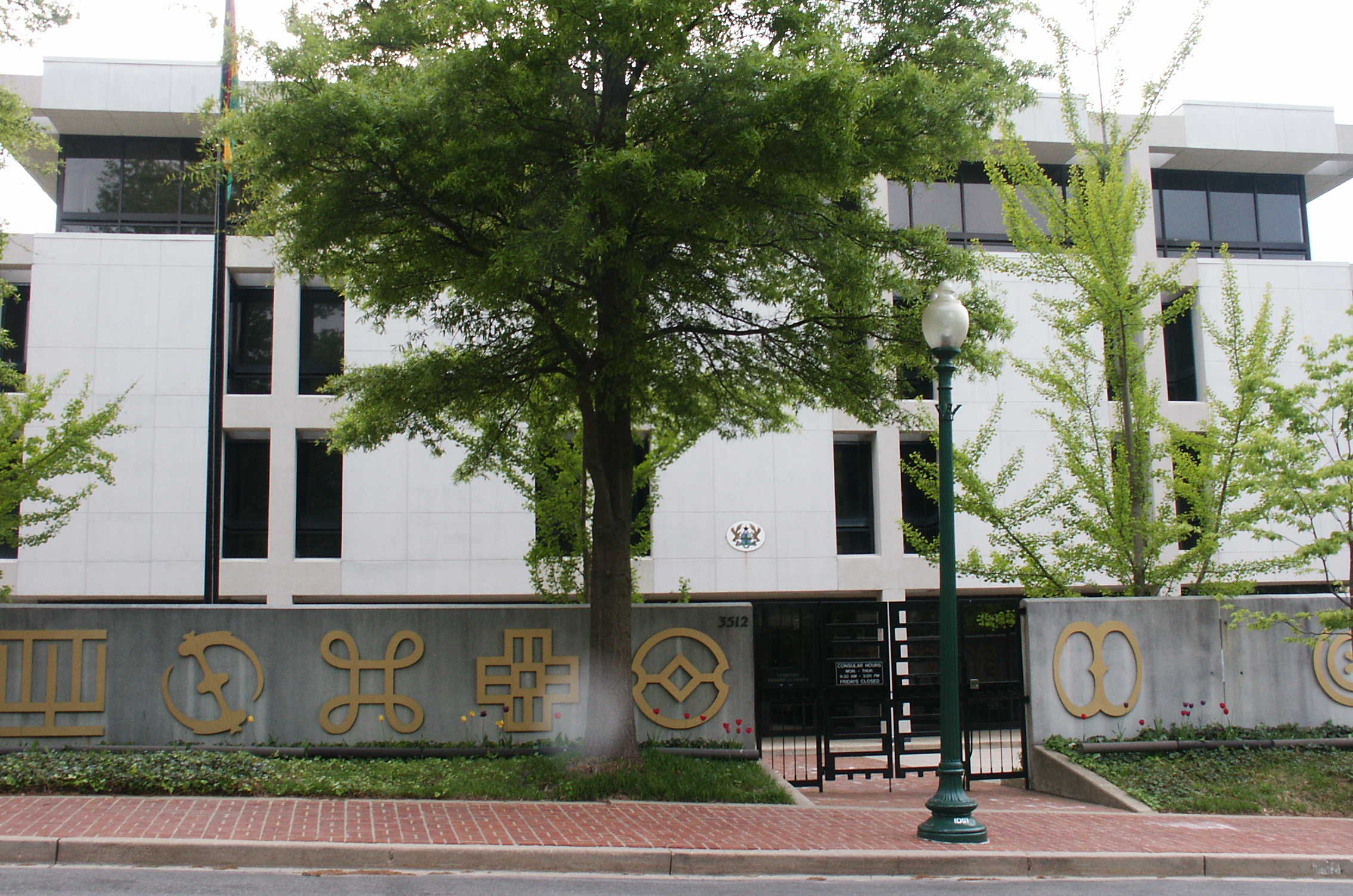
Ghanaische Botschaft in Washington, D.C.

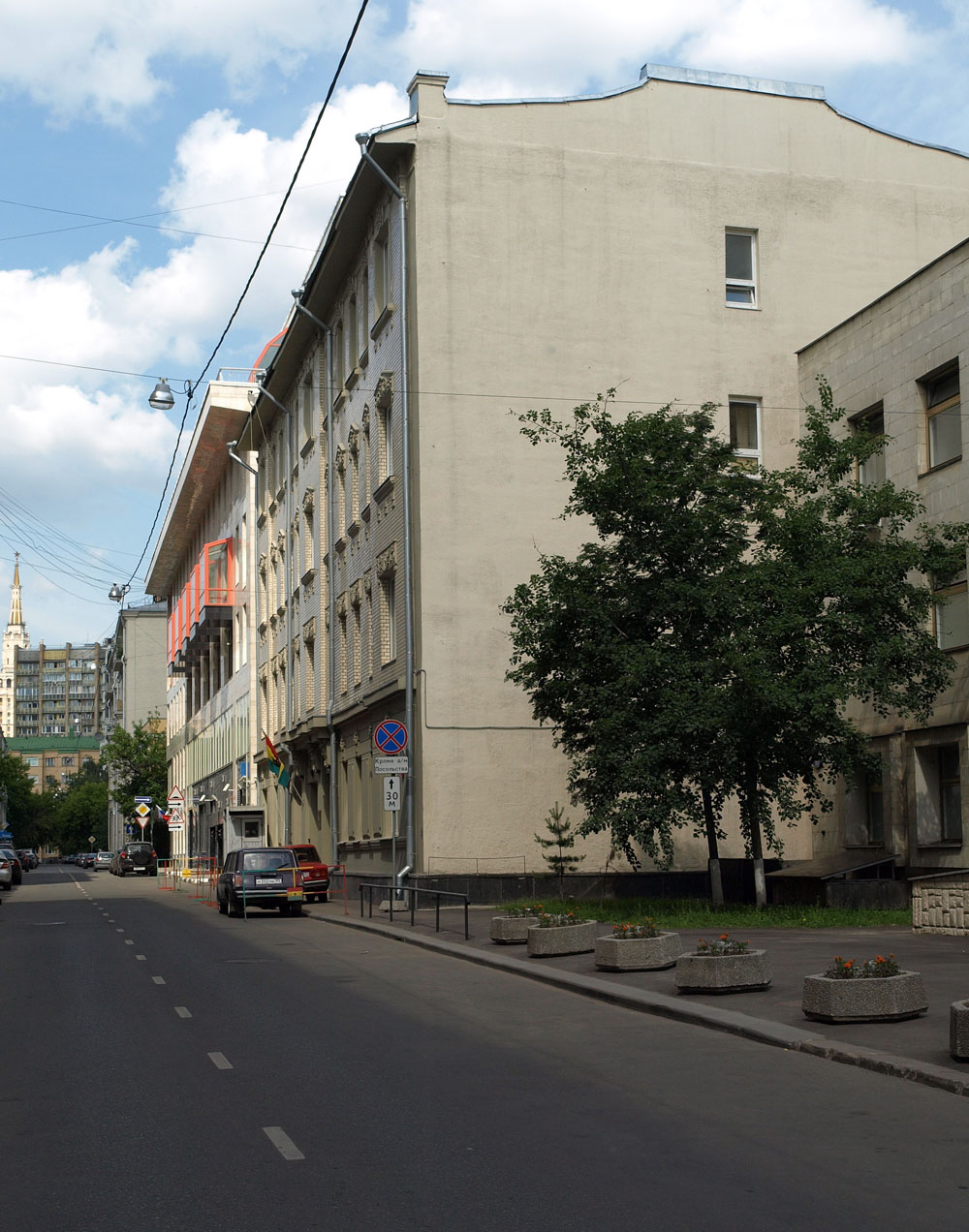
Ghanaische Botschaft in Moskau

### Afrika
| - Ägypten: Kairo, Botschaft - Algerien: Algier, Botschaft - Angola: Luanda, Botschaft - Äquatorialguinea: Malabo, Botschaft - Äthiopien: Addis Abeba, Botschaft - Benin: Cotonou, Botschaft - Burkina Faso: Ouagadougou, Botschaft - Elfenbeinküste: Abidjan, Botschaft - Guinea: Conakry, Botschaft - Kenia: Nairobi, Hohe Kommission - Demokratische Republik Kongo: Kinshasa, Botschaft - Liberia: Monrovia, Botschaft | - Libyen: Tripolis, Botschaft - Mali: Bamako, Botschaft - Marokko: Rabat, Botschaft - Namibia: Windhoek, Hohe Kommission - Nigeria: Abuja, Hohe Kommission - Nigeria: Lagos, Generalkonsulat - Sambia: Lusaka, Hohe Kommission - Senegal: Dakar, Botschaft - Sierra Leone: Freetown, Hohe Kommission - Simbabwe: Harare, Botschaft - Südafrika: Pretoria, Hohe Kommission - Togo: Lomé, Botschaft |

### Amerika
| - Brasilien: Brasília, Botschaft - Kanada: Ottawa, Hohe Kommission - Kanada: Toronto, Generalkonsulat - Kuba: Havanna, Botschaft | - Vereinigte Staaten: Washington, D.C., Botschaft - Vereinigte Staaten: New York City, Generalkonsulat |

### Asien
| - Volksrepublik China: Peking, Botschaft - Volksrepublik China: Guangzhou, Generalkonsulat - Indien: Neu-Delhi, Hohe Kommission - Iran: Teheran, Botschaft - Israel: Tel Aviv, Botschaft - Japan: Tokio, Botschaft - Katar: Doha, Botschaft | - Kuwait: Kuwait, Botschaft - Malaysia: Kuala Lumpur, Hohe Kommission - Saudi-Arabien: Riad, Botschaft - Saudi-Arabien: Dschidda, Generalkonsulat - Südkorea: Seoul, Botschaft - Vereinigte Arabische Emirate: Abu Dhabi, Botschaft - Vereinigte Arabische Emirate: Dubai, Generalkonsulat |

### Australien und Ozeanien
- Australien: Canberra, Hohe Kommission

### Europa
| - Belgien: Brüssel, Botschaft - Dänemark: Kopenhagen, Botschaft - Deutschland: Berlin, Botschaft - Frankreich: Paris, Botschaft - Italien: Rom, Botschaft - Malta: Valletta, Hohe Kommission - Niederlande: Den Haag, Botschaft | - Norwegen: Oslo, Botschaft - Russland: Moskau, Botschaft - Schweiz: Bern, Botschaft - Spanien: Madrid, Botschaft - Tschechien: Prag, Botschaft - Türkei: Ankara, Botschaft - Vereinigtes Königreich: London, Hohe Kommission |

## Vertretungen bei internationalen Organisationen
- Europäische Union: Brüssel, Mission
- Vereinte Nationen: New York, Ständige Mission
- Vereinte Nationen: Genf, Ständige Mission